# Шакти (фильм)
«Шакти» (хинди शक्ति; англ. Shakti; букв. Сила / Влияние) — индийский фильм-драма режиссёра Рамеша Сиппи. Единственный фильм в котором вместе снялись такие звёзды индийского кино как Дилип Кумар и Амитабх Баччан. Фильм был номинирован на Filmfare Awards в нескольких категориях и выиграл награды за лучший фильм, лучшую мужскую роль, лучший сценарий и лучший звук.

## Сюжет
Инспектор Ашвини Кумар (Дилип Кумар) был безмерно счастлив, когда его жена Шитал (Ракхи Гулзар) подарила ему сына. Но помимо главной радости в жизни, сын стал его главной слабостью. Глава контрабандистов Джей Кей (Амриш Пури) решил воспользоваться ею и похитил мальчика из школы. Позвонив инспектору, он потребовал освободить его человека, арестованного Кумаром, в обмен на жизнь ребёнка. Ашвини Кумар не смог нарушить свой долг и рискнул, ответив преступникам, что жертвует жизнью сына. Но как только отследили звонок, он помчался к нему на помощь. К счастью, бандиты не успели навредить мальчику, тому удалось сбежать, воспользовавшись добротой ближайшего подручного Джей Кея. Однако перед этим он слышал всё, что сказал по телефону его отец. Эти слова навсегда разрушили его доверие.
Спустя годы сын инспектора Виджай (Амитабх Баччан) вырос и начал искать работу. Единственное место куда его согласились взять без опыта — отель «Шахназ», принадлежащий К.Д. Нарангу, тому самому человеку, который позволил мальчику сбежать из плена. Это привело Виджая к конфликту с отцом, который не желал, чтобы его сын работал на контрабандистов. Отказавшись оставить работу он ушёл из дома и поселился у своей знакомой — Ромы (Смита Патиль), которую ранее спас в поезде от хулиганов.
Мать уговаривает Виджая вернуться домой, но в этот момент его обвиняют в убийстве и берут под арест. Его работодатель Наранг, которому Виджай успел спасти жизнь несколькими днями ранее, вносит за него залог. Он же рассказывает Виджаю, что за покушением и ложным обвинением стоит один и тот же человек, его бывший хозяин и нынешний конкурент Джей Кей. Обуреваемый ненавистью, Виджай берётся забрать у Джей Кея угнанный им грузовик с контрабандой и ему это удаётся.
Наранг даёт ему собственный дом, где Виджай поселяется вместе с Ромой, с которой у него завязываются романтические отношения. Вскоре молодые люди женятся и ожидают появления ребёнка. Виджай становится доверенным лицом Наранга и участвует в его незаконных делах. Во время одного такого дела неожиданно появляется полиция, и инспектор Кумар пытается арестовать своего сына. Но Виджаю удаётся уйти.
Пресса обвиняет Ашвини Кумара в том, что он намеренно отпустил преступника в силу кровного родства. Начальство хочет отстранить инспектора от этого дела, чтобы уладить ситуацию. Ашвини просит у комиссара 48 часов, чтобы арестовать Виджая. Получив их, он начинает крупномасштабный рейд, жертвами которого становятся в первую очередь люди Джей Кея. Виджая также арестовывают и сажают в тюрьму. Ашвини сообщает об этом своей жене и соглашается отвезти её на свидание с сыном. Но во время поездки на него совершает покушение Джей Кей, который полностью разорен в ходе проведённого рейда. Шитал заслоняет мужа от пули и погибает сама.
Виджая выпускают из тюрьмы, чтобы он мог посетить похороны матери. После похорон ему удаётся сбежать. Он намерен поквитаться Джей Кеем во что бы то ни стало. Инспектор Ашвини же намерен взять своего сына второй раз живым или мёртвым.

## В ролях
- Дилип Кумар — инспектор Ашвини Кумар
- Амитабх Баччан — Виджай Кумар
- Ракхи Гулзар — Шитал Кумар
- Смита Патиль — Рома Деви
- Амриш Пури — Дж. К. Верма, контрабандист
- Кулбхушан Харбанда[англ.] — К. Д. Наранг, контрабандист
- Далип Тахил[англ.] — Ганпут Рай, якобы убитый Виджаем
- Ашок Кумар — комиссар полиции
- Анил Капур — Рави Кумар, сын Виджая и Ромы

## Саундтрек
Все тексты написаны Анандом Бакши, вся музыка написана Р. Д. Бурманом.
| №  | Название                    | Исполнители                 | Длительность |
| -- | --------------------------- | --------------------------- | ------------ |
| 1. | «Ae Aasman Bata»            | Махендра Капур              | 1:46         |
| 2. | «Hamne Sanam Ko Khat Likha» | Лата Мангешкар              | 5:35         |
| 3. | «Jane Kaise Kab Kahan»      | Кишор Кумар, Лата Мангешкар | 5:18         |
| 4. | «Mangi Thi Ek»              | Махендра Капур              | 4:21         |

## Награды и номинации
Filmfare Awards
- Лучший фильм
- Номинирован Лучшая режиссёрская работа — Рамеш Сиппи
- Лучшая мужская роль — Дилип Кумар
- Номинирован Лучшая мужская роль — Амитабх Баччан
- Номинирована Лучшая женская роль — Ракхи Гулзар
- Номинирован Лучший сюжет — Салим-Джавед
- Лучший сценарий — Салим-Джавед
- Лучший звук

## Интересные факты
Ракхи Гулзар на пять лет младше своего экранного сына Амитабха Баччана